# Rosa Antonietti de Filippini
Sonia Rosa Antonietti de Filippini (15 de marzo de 1919, Maipú - 8 de noviembre de 2008, Godoy Cruz, Mendoza, Argentina). Fue una escritora, novelista y artista plástica mendocina, autora de numerosos libros varios de ellos premiados y obras escultóricas. Se casó en 1945 con Hugo Rafael Filippini. Vivió y desarrolló toda su vida artística, familiar y social en el departamento de Godoy Cruz.
En abril de 1963 integró ad honorem,  la Comisión reorganizadora y administradora del “Museo Municipal Fernando Fader”,  representando a la entidad “Gente de Arte”. Junto a ella formaron dicha comisión, los señores Honorio Barraquero, Carlos Merconi, Ram Furlano, Juan Scalco, Hugo R. Filippini, Carlos Varas Gazari, Raquel Kaplan  y Mercedes Soria, entre otros. 
Cursó algunos años en la Facultad de Filosofía y Letras de la UNCuyo, para luego dedicarse a la escritura y a la escultura. Participó de varias antologías, no sólo provinciales sino también nacionales.  

### Escritos
- “La abuela sanvicentina”, obra muy importante en la recuperación de la historia del departamento;
- “Compulsión de canto y piedra”;
- “La catedral quebrada”;
- “Americano de la vereda de aquí”; (poesía, 1975)
- “El barrio de papel”;
- “Viña en celo”;
- “El hijo de cobre”; (poesía, 1972)
- “Soma sema”
- “Los Huaycos”,[2] novela testimonial que fue censurada por la dictadura militar.[3]

En la última dictadura militar argentina, su novela testimonial “Los Huaycos”, fue censurada. En 2016, esta obra fue expuesta  en la Biblioteca General San Martín, de la provincia de Mendoza, junto a libros de otros autores censurados durante ese período negro de la historia argentina.         
La muestra exhibe libros de escritores prohibidos en general (Marx, Guevara, Engels, Cooper, Oesterheld, Walsh, Castro) y obras de autores mendocinos censurados, como Juan Draghi Lucero, Armando Tejada Gómez, Víctor Hugo Cúneo, Humberto Crimi,  Iverna Codina, Américo Calí, Ricardo Tudela, Eliana Molinelli, Gildo D’Accurzio y Rodolfo Braceli.        

### Premios y reconocimientos
- Primer Premio Provincial de Novela (1969);
- Primer premio municipal de Novela con la obra “Los Huaycos” (1974);
- Primer premio Nacional de cuentos históricos con la obra El encomendero del Gran Demonio” (1975).
- En 1979 la Sociedad MAPA de Buenos Aires le otorga el Mapa de Plata de la República Argentina.
- En 1981 es nombrada académica de Mérito de la “Societâ de Pontzen”, Nápoles, Italia y en 1986 es galardonada por la "Sociedad Alicia Moreau de Justo" como Alicia 86” por la provincia de Mendoza.[5]
- En abril de 1994 y según ORDENANZA n.º 3685/94, fue declarada Vecina Honorable de Godoy Cruz, departamento en el que vivió y desarrolló toda su vida artística, familiar y social.
- En 2017, la "IV Semana de las Letras" y el desarrollo del "XV Encuentro de Narración Oral de Godoy Cruz", fue en honor a Rosa Antonietti de Filippini.[6]